# Nectaroscilla hyacinthoides
Nectaroscilla es un género monotípico de plantas con flores perteneciente a la familia Hyacinthaceae. Su única especie: Nectaroscilla hyacinthoides (L.) Parl., Nuov. Gen. Sp. Monocot.: 27 (1854), es originaria  de Europa y Asia Menor (norte de Irak).
Ha sido segregado del género Scilla.

## Descripción
Es una planta perenne que alcanza los 60 cm a un metro de altura, cespitosa, con grandes bulbos ovalados. El tallo delgado y grueso, con las hojas, que son numerosas, lanceoladas  de unos 2 cm de ancho y acuminadas, ciliado - escabrosas en los márgenes; las flores púrpura o azules.

## Taxonomía
Nectaroscilla hyacinthoides fue descrito por  (L.) Parl. y publicado en Nuovi Generi e Nuove Specie di Piante Monocotiledoni 27. 1854.
Sinonimia
- Scilla hyacinthoides L., Syst. Nat. ed. 12, 2: 243 (1767).
- Epimenidion hyacinthoides (L.) Raf., Fl. Tellur. 2: 13 (1837).
- Lagocodes hyacinthoides (L.) Raf., Fl. Tellur. 2: 25 (1837).
- Prospero hyacinthoideum (L.) Salisb., Gen. Pl.: 28 (1866), nom. inval.[2]